# Leya Garifullina
Leya Garifullina   (5 de novembre de 2004) és una jugadora d'escacs russa, que té el títol de Gran Mestra Femenina el 2020.

## Resultats destacats en competició
Va guanyar el Campionat del Món femení sub-16 de 2019 a Bombai amb 8,5 punts sobre 11. Va empatar al tercer lloc al campionat d'escacs femení de Rússia el desembre de 2020.
Es va classificar per a la Copa del Món Femenina d'Escacs 2021, on, partint del lloc 44, va vèncer Zenia Corrales Jiménez a la primera ronda, i Olga Girya a la segona, abans de ser eliminada per Polina Shuvalova a la tercera.